# شون كوران
شون كوران (بالإنجليزية: Seán Curran)‏ هو لاعب قذف أيرلندي، ولد في 11 نوفمبر 1981 في Mullinahone ‏ في جمهورية أيرلندا.